# ماري ريد
ميري ريد (بالإنجليزية: Mary Read) (توفيت 1721)، هي قرصانة إنجليزية. تعتبر هي وآن بوني من القراصنة الإناث الأكثر شهرة على الإطلاق، وهاتان الاِمرأتان عُرِفَ عنْهن نشاطهم في مجال القرصنة خلال أوائل القرن 18، وذَٰلِكَ خلال ذروة العصر الذهبي للقرصنة.

## حياتها قبل القرصنة
وُلِدَتْ ماري بطريقة غير شرعية في إنجلترا، في أواخر القرن 17، من اُم كانت أرملة لقبطان بحر. وَيُعَدْ تاريخ ميلادها محل نزاع بين المؤرخين، ولكن الارجح اَن تكون وُلِدَتْ في عام 1691.
و لقد قامت والداتها بخدعة باِخفاء ولداتها الغير شرعية بعد وفاة أخو «ماري» الأكبر منها «مارك» وهو اِبِن شرعى واخفاء ان ماري بنت، واختفت ماري في زِيِّ الصبيان حتىٰ تعامل على أنّها وَلَد وليْس بنت ولاِنها تريد لاِبنتها الحصول على كل ميزات التي كانت تعطىٰ للرجل، ومن أجل الاِستمرار في تلقي الدعم المالي من الجدة «ام الأب» للطفل «مارك» أخو ماري الشرعى.
و بفعل خُدعت الجدة، وعاشت ماري على اَموال الميراث سنوات مُرَاهَقَتِهَا وهي ترتدي ملابس الرجال، ثُمَّ وَجَدَتْ وظيفة علىٰ مَتْنِ سَفينةٍ.
انتضمت في وقت لاحق للجيش البريطاني المتحالفه مع القوَّات الهولاندية ضِد الفرنسيين وَهَـٰذَاْ يُمْكِنْ أَنْ يكون خلال (حرب التسع سنوات أَوْ خلال حرب الخلافة الإسبانية).
خلال ذَٰلِكَ تنكَّرت ماري في زِيِّ الرجال، أثبتت نفْسها مِن خلال المعركة، لـٰكنها وَقَعَتْ في الحب مع جندي فلمنكي، عندما تزوجا، اِستخدم العمولات والهدايا مِنَ الاِخوة مفتون في الأسلحة العسكرية كمصْدر لِلحصول علىٰ التمويل.
بعد وفاة زوْجها فِي وقت مبكر، استأْنفت ماري تنكُّرها الذُكُورِي في الملابس استمرت في الخِدْمَة العسكرية في هولندا. مع هُدْنَةْ السَّلام، لم يكن هناك مجالٌ للتقدم، حتىٰ إِنهاء خِدْمَتِهَا واستقل سفينة متجهة إلى جزر الهند الغربية.

## حياتها في القرصنة
إِسْتَوْلَىٰ القراصنة علىٰ السفينة ٱلَّتِي كانت علىٰ مَتْنِهَا واَجبرواْ ماري علىٰ ٱلاِنضمام إِلَيْهِمْ وهم لا يعْلمون اِنَّهَا اُنثَىٰ.
```
في عام 1720 اِلتحقت بِٱلقرصان جون «
كاليكو جاك
» راكهام وَرَفِيقَتُهُ القرصانَه 
آن بوني
.
```

ماري ظَلَّتْ ترتدي زِيَّ الرجل في البداية، حتىٰ بَدَأَتْ القرصانه آن بوني كالرفيق لها لِاَنَّهَا كانت تبدو كفتىٰ وَسِيمْ، مِمَّا اَجبر ماري علىٰ أَنْ تكشف القرصانه آن بوني اَنَّهَا اِمرأة.
وَلِاَنَّ آن بوني كانت حبيبة راكهام وكان يغارُ عَلَيْهَا، وكاد يَتَسَبَّبْ ذَٰلِكَ في قتل ماري مما دعاه لِاَنْ تكشف السر لراكهام أيضا.
قرر راكهام كسر التقليد الملاحة البحرية مِنْ خلال السَّماح لِكِلَا مِنَ ٱلْمَرْأَتَيْنِ أَنْ تظل ضِمْنَ الطاقم.
خلال رِحْلَة بحرية قصيرة في أواخر 1720، وَأَخَذُواْ العديد مِنَ ٱلْأَسْرَىٰ وأَجبروهم في الخدمة. ماري وقعت في الحب مع أحد هَـٰؤلَاء الضحايا ٱلَّذِينَ فُوجِئَ عندما عَلِمَ أَنَّهَا كانت اِمرأة، وَفي نهاية المطاف نَشَأَتْ بَيْنَهُمْ قصة حب. وَعِنْدَمَا قام واحد من القراصنة بِتَحَدِّي عَشِيقِهَا إِلَىٰ مُبارزة، قامت ماري بِمُبارزة سِرْيَّة بينها وبين القراصنة في وَقت سابق بِضْعُ ساعات عَنْ مُبارزتهم لِعَشِيقِهَا. ولَقَدْ قتلت ماري القراصنة قَبْلَ أَنْ يَتَمَكَّنُواْ مِنْ تحقيق أَيْ ضَرَر لِعَشِيقِهَا، ٱلَّذِي وَصَفَتْهُ ب «ٱلزَّوْجِ» لِأَنَّهُمْ تعهدُواْ لِبعضها البعض بِذَٰلِكَ أَيْ يَتَزَوَّجُواْ.

## بعد إلقاء القبض عليها
في أكتوبر 1720، اتخذ قراصنة الكابتن جوناثان بارنيت طاقم راكهام على حين غرة قبالة الساحل الغربي من جامايكا، حين كان أغلب القراصنة مخمورين ولم يقاتلو بشجاعة باستثناء آن بوني وماري ريد وقرصان مجهول الهوية كانو قد قاتلوا بشراسة واستطاعو السيطرة على الوضع لمدة قصيرة، ولكن في النهاية خسر طاقم راكهام.
وألقي القبض على راكهام وطاقمه وتقديمهم إلى المحاكمة في ما يعرف الآن باسم المدينة الإسبانية، جامايكا، حيث حكم عليهم بالإعدام شنقا لأعمال القرصنة،
حيث تم تاجيل تفيذ الحكم على ماري وان بوني بسبب حملهن ويتم تنفيذ الحكم بعد وضعهن.
ماتت ماري بعد فترة قصيرة في السجن عام 1721 بسبب الحمى، ويقال أن والد الطفل هو القرصان المجهول الذي كان يقاتل مع ماري وبوني عندما تم الهجوم على طاقم راكهام، ولكن لا يوجد سجل لدفن طفلها ومعنى ذلك انه ظل على قيد الحياة بعد ولادته ولكن لا أحد يعلم ماذا حدث له بعد ذلك.

## وصلات خارجية
- http://www.readmaryread.com/ نسخة محفوظة 29 يونيو 2013 على موقع واي باك مشين.
- General History of the Pyrates
- Mary Read article at woa.tv